# Cliff Bastin
Clifford Sydney „Cliff“ Bastin (* 14. März 1912 in Heavitree; † 4. Dezember 1991 in Exeter) war ein englischer Fußballspieler. Er absolvierte insgesamt 21 Länderspiele für die englische Fußballnationalmannschaft, wobei ihm zwölf Tore gelangen.

## Sportlicher Werdegang
Bastin wurde in Heavitree, in der Nähe von Exeter, geboren und begann seine Karriere beim heimischen Verein Exeter City. Dort debütierte er 1928 im Alter von 16 Jahren in der dritten englischen Liga (Süd). Nach nur 17 Spielen und sechs Toren wurde das Talent des Stürmers erkannt, und er wechselte für 2.000 britische Pfund zum FC Arsenal, der zu dieser Zeit von Herbert Chapman trainiert wurde und auf dem Weg zu dem dominierenden Verein im englischen Fußball der 1930er-Jahre war.
Bastin spielte den kompletten Rest seiner Karriere für Arsenal und schoss dabei in 395 Spielen 178 Tore. Mit dieser Torausbeute war er bis zum Jahr 1997 der Rekordtorjäger von Arsenal London, bis ihn Ian Wright übertraf. Im Jahr 2005 wurden dann beide von Thierry Henry überholt. Bastins Rekord von 150 Ligatreffern für Arsenal hielt noch etwas länger an und wurde am 14. Januar 2006 von Henry eingestellt. Die große Trefferanzahl von Bastin war jedoch deswegen bemerkenswert, da er nicht als Mittelstürmer fungierte, sondern als Flügelspieler. Nicht unwesentlich für diese Quote war dabei das außergewöhnlich gute Zusammenspiel mit Alex James. Ein Torrekord, der vermutlich bis weit in die Zukunft Bestand gehabt hätte, wurde dann durch den Ausbruch des Zweiten Weltkriegs verhindert, als der Spielbetrieb im Laufe der Saison 1939/40 abgebrochen wurde.
Obwohl Bastin in seinen anfänglichen Jahren bei Arsenal noch sehr jung war, setzte er sich dort sofort durch, war dann in den 1930ern durchweg Stammspieler und erhielt den Spitznamen „Boy Bastin“. Er gewann mit den Gunners in den Jahren 1930 und 1936 den FA Cup. Weitere große Erfolge waren die englischen Meisterschaften der Jahre 1931, 1933, 1934, 1935 und 1938. Für die englische Nationalmannschaft kam er in 21 Spielen zum Einsatz, darunter das berüchtigte Spiel gegen Deutschland in Berlin im Jahr 1938, als das englische Team vor der Begegnung den Hitlergruß demonstrieren musste.
Der Zweite Weltkrieg unterbrach die Karriere von Bastin, als dieser 27 Jahre alt und auf dem Gipfel seiner Leistungsfähigkeit angekommen war. Er wurde zwar vom Militärdienst selbst freigestellt, da er den Hörtest nicht bestand, diente jedoch fortan als Aufseher für die Organisation Air Raid Precautions, die für den Zivilschutz vor Fliegerangriffen zuständig war. Dort wachte er im Umfeld des Highbury mit seinem Kollegen Tom Whittaker. Darüber hinaus spielte er in der sogenannten War-Time League (zu deutsch in etwa: Liga in Kriegszeiten), um die Moral der einheimischen Bevölkerung zu stärken. Im Jahr 1941 verbreitete die italienische Propaganda im römischen Radio die Nachricht, Bastin sei in der Luftlandeschlacht um Kreta gefangen genommen worden und in Arrest in Italien. Die Tatsache, dass Bastin aufgrund seiner Hörschwäche nie im Militärdienst gestanden hatte, war offenbar in Italien nicht bekannt.
Bastin verletzte sich in der Spielzeit vor dem Krieg am rechten Bein, das ihn auch in den Spielen während des Krieges beeinträchtigte und dann für die Beendigung seiner Karriere verantwortlich war. Als der Krieg zu Ende war, spielte Bastin, nun im Alter von über 30 Jahren, nur noch in sechs Spielen und trat vom Fußball im Januar 1947 zurück.
Nach seinem Rückzug kehrte er in seine Heimatstadt Exeter zurück und eröffnete ein Bierlokal. Im Alter von 79 Jahren verstarb er dann im Jahr 1991. Zu seinen Ehren wurde im St. James’ Park, der Heimspielstätte von Exeter City, eine Tribüne benannt.

## Erfolge
- Englischer Meister: 1931, 1933, 1934, 1935, 1938
- FA-Cup-Sieger: 1930, 1936